# Route de la Seine-à-la-Butte-Mortemart
La route de la Seine-à-la-Butte-Mortemart est une voie située dans le 16e arrondissement de Paris, en France.

## Situation et accès
Elle se trouve dans le bois de Boulogne.